# La Volpe
La Volpe je hrvatski glazbeni sastav iz Splita. Sviraju alternativni rock.

## Povijest
Nastali su 12. listopada 2014. godine. Vrca je imao neke autorske skladbe koje su mu stajale postrance, a nikoga u Splitu tko bi htio svirati tako nešto alternativno "jer Split je za sve osim alternative". Ipak se našlo dvoje odvažih te je stvar krenula. Jack White, Queens of The Stone Age, Arctic Monkeys, Beware of Darkness, Muse, The Mars Volta i ostali su glazbenici koji su utjecali na njihov glazbeni izričaj. Osobito ističu kako su glazbeno na njih utjecali Queens of the Stone Age čiju kreativnost, diverznost i konstantnu evoluciju zvuka žele doseći. Do izdavanja prvog albuma snimili su dva spota Hello Shallow (2015.) i BangBang (2016.) u režiji Ivice Lazanea. Prvi album Way Away objavili su veljače 2017. godine u produkciji Studia Sensorije. Tada su bili trojac a na albumu se čulo utjecaje brojnih stava, osobito američke pozornice 1990-ih te nekih starijih poznatih glazbenih sastava iz 1970-ih godina. Way Away se kao album pokazao zaokruženom cjelinom s nizom vrlo ekspresivnih pjesama u kojima su teške i tmurne melodije u prvom planu. Prvi album uz njihovih 11 stvari koje žanrovski osciliraju, sadrže i skladbu koja je tribut Davidu Bowieju.
Demo album prvijenac Way Away objavili su samostalno. Tijekom tri godine aktivnog sviranja svirali su na 50-ak lokacija od kojih vrijedi istaknuti regionalne završnice HGF-a, WHFa, ZSŽ, svirka uživo na Hrvatskom radiju Radio Splita, INmusic festival 2017. godine. Sudjelovanje na INmusicu izborili su u završnici uživo svirkom na natjecanju Zasviraj sa Žujom. La Volpe je dobila najviše glasova stručnog ocjenjivačkog suda.

Novi album trebao je izaći koncem 2019. godine. Spotove im je izradio Bruno Dobrota, glazbenu produkciju potpisuje Nikola Džaja, snimanje iste Jan Ivelić. Djevojka iz njihovih spotova je Dea Maria Računica. Nakon prvog albuma i singla In This Hole, drugi album najavili su singlom HomeSchooled. Snimano je u dvama studijima: u studiju Propeler Jan Ivelić snimio je instrumente, a u studiju Alchemy Nikola Džaja snimio je vokale. Za novi album objavili su dosad tri singla praćenih vlastitim spotovima.

## Diskografija
- Way Away, 2014.

## Članovi
Članovi su Luka Donadini (bubnjar, po zanimanju povjesničar), Karlo Topić, Marino Vrca (gitarist, vokal, autor) i Roko Zanze (basist, po zanimanju pomorac).

## Vanjske poveznice
- La Volpe  Arhivirana inačica izvorne stranice od 31. prosinca 2018. (Wayback Machine)
- La Volpe na Facebooku
- La Volpe na YouTubeu
- La Volpe na Instagramu
- La Volpe na SoundCloudu
- Terapija.net Recenzija albuma
- Sound Report Recenzija albuma
- Mixeta.net Recenzija albuma